# Resolució 1529 del Consell de Seguretat de les Nacions Unides
La Resolució 1529 del Consell de Seguretat de les Nacions Unides fou adoptada per unanimitat el 29 de febrer de 2004. Després d'expressar la seva preocupació per la situació a Haití, el Consell va autoritzar el desplegament d'una força internacional al país per estabilitzar la situació després del cop d'estat que va provocar la destitució del president Jean-Bertrand Aristide.

## Resolució

### Observacions
El Consell de Seguretat va expressar la seva preocupació pel deteriorament de la situació humanitària a Haití i la violència en curs, i va destacar la necessitat de crear un entorn segur amb respecte als drets humans. Va elogiar l'Organització d'Estats Americans (OEA) i Comunitat del Carib (CARICOM) pels seus esforços per trobar una solució pacífica i va assenyalar la renúncia de Jean-Bertrand Aristide i el jurament de Boniface Alexandre com a president en funcions. Haití havia apel·lat al suport internacional per restablir la pau i l'estabilitat per posar fi a la rebel·lió, que el Consell va determinar com una amenaça per a la pau i la seguretat internacionals.

### Actes
Actuant sota el Capítol VII de la Carta de les Nacions Unides, el Consell va demanar a la comunitat internacional que donés suport al procés polític a Haití. Va autoritzar el desplegament d'una força multinacional durant no més de tres mesos per crear un entorn estable al país; facilitar la prestació d'ajuda humanitària; facilitar l'assistència internacional a la Policia Nacional d'Haití i guardacostes i establir les condicions perquè funcionin les organitzacions internacionals. El secretari general Kofi Annan, que havia nomenat un Representant Especial del Secretari General per a Haití, va ser convidat a preparar els plans per a una força d'estabilització de la força internacional.
Tots els estats membres van ser requerits a contribuir a la força multinacional i a adoptar totes les mesures necessàries per complir el seu mandat. Mentrestant, es va instar a les parts en conflicte a Haití acabar amb la violència i respectar el dret internacional i la successió política al país. També es va demanar als partits que cooperessin amb la força internacional, garantint la seva seguretat i llibertat de moviment. El Consell també va demanar informes periòdics de la força multinacional sobre l'aplicació del seu mandat.
La resolució va concloure demanant a la comunitat internacional que donés suport al desenvolupament a llarg termini d'Haití.